# NGC 117
NGC 117 je galaksija u zviježđu Kit.

## Vanjske poveznice
- SEDS: NGC 0117